# 9286 Patricktaylor
9286 Patricktaylor este un asteroid din centura principală de asteroizi.

## Descriere
9286 Patricktaylor este un asteroid din centura principală de asteroizi. A fost descoperit pe 2 martie 1981 la Siding Spring de Schelte J. Bus. Asteroidul prezintă o orbită caracterizată de o semiaxă mare de 2,44 ua, o excentricitate de 0,21 și o înclinație de 1,6° în raport cu ecliptica.